# اتک
اَتُک (به انگلیسی: Attock) یک شهر در پاکستان است که در پنجاب واقع شده‌است. اتک ۶٬۸۵۷ کیلومتر مربع مساحت و ۶۹٬۵۸۸ نفر جمعیت دارد.